# Circonscription de Lemon
La circonscription de Lemon est une des 177 circonscriptions législatives de l'État fédéré Oromia, elle se situe dans la Zone Sud-ouest Shoa. Son représentant actuel est Shiferaw Negash Bira.